# Carlos Cortez
Carlos Cortez (13 de agosto de 1923 - 19 de enero de 2005) fue poeta, artista gráfico, fotógrafo, muralista y un activista político estadounidense, activo durante seis décadas en la organización Trabajadores Industriales del Mundo (IWW por sus siglas en inglés).
Nació en Milwaukee, Wisconsin en 1923, hijo de un padre wobbly mexicano-indio y una madre alemana socialista y pacifista, Cortez pasó 18 meses en la prisión como objetor conciencia durante la Segunda Guerra Mundial. Y se unió a Trabajadores Industriales del Mundo en 1947, identificándose como anarcosindicalista, escribió artículos y dibujó las historietas para el periódico de la IWW, Industrial Worker, por varias décadas.
Como artista realizado y artista político altamente influyente, Cortez, es quizá el más conocido por sus grabados en madera y linóleo. Su trabajo se presenta en las colecciones de varios museos alrededor del mundo, incluyendo el Museo de Arte Moderno de Nueva York. El Museo Nacional del Arte Mexicano en Chicago conserva la colección más completa de su trabajo. En 2002, como homenaje a José Guadalupe Posada, Cortez editó y prologó el libro Viva Posada: A Salute to the Great Printmaker of the Mexican Revolution (ISBN 0-88286-261-8).